# Jesu frambärande i templet

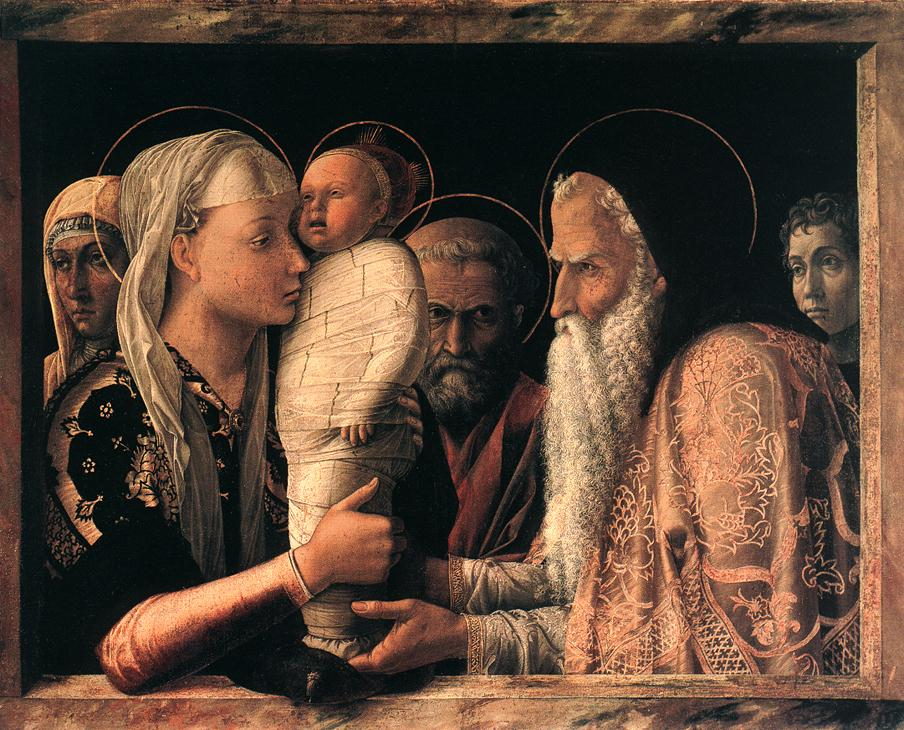
Andrea Mantegnas Jesu frambärande i templet (cirka 1454), Gemäldegalerie.

Jesu frambärande i templet är en episod i Nya testamentet som inträffade 40 dagar efter Jesu födelse. I Lukasevangeliet (2:22–39) berättas om hur Jungfru Maria och Josef tog det 40 dagar gamla Jesusbarnet till templet i Jerusalem för att som förstfödd pojke helga honom åt Herren och för att offra två turturduvor eller två unga duvor i enlighet med Mose lag. 

Där mötte de den gamle Symeon som fått en uppenbarelse att han inte skulle dö förrän han sett Messias. När han såg Jesusbarnet brast han ut i Symeons lovsång: 
| ” | Herre, nu låter du din tjänare gå hem, i frid, som du har lovat. Ty mina ögon har skådat frälsningen som du har berett åt alla folk, ett ljus med uppenbarelse åt hedningarna och härlighet åt ditt folk Israel. | „ |

I templet mötte de också Hanna, en 84-årig kvinna med profetisk gåva. När hon såg Jesus tackade och prisade hon Gud och talade om barnet för alla som väntade på Jerusalems befrielse.
Att bära fram ett barn i templet på den 40:e dagen efter födelsen var ursprungligen en judisk tradition och händelsen som beskrivs av Lukas firas på kyndelsmässodagen. 

## I konsten
Jesu frambärande i templet är ett vanligt motiv i konsten. Nedan följer ett urval av verk som skildrar händelsen.

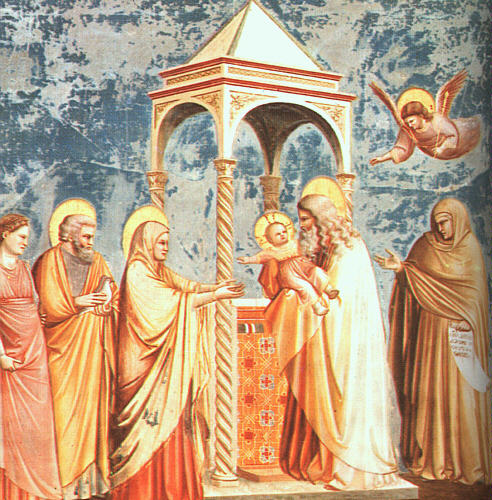
Giotto (1303–1305), Scrovegnikapellet.
Ambrogio Lorenzetti (1342), Uffizierna.
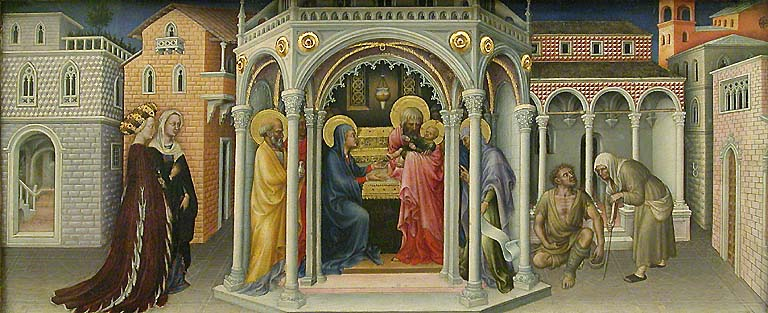
Gentile da Fabriano (1423), Louvren.
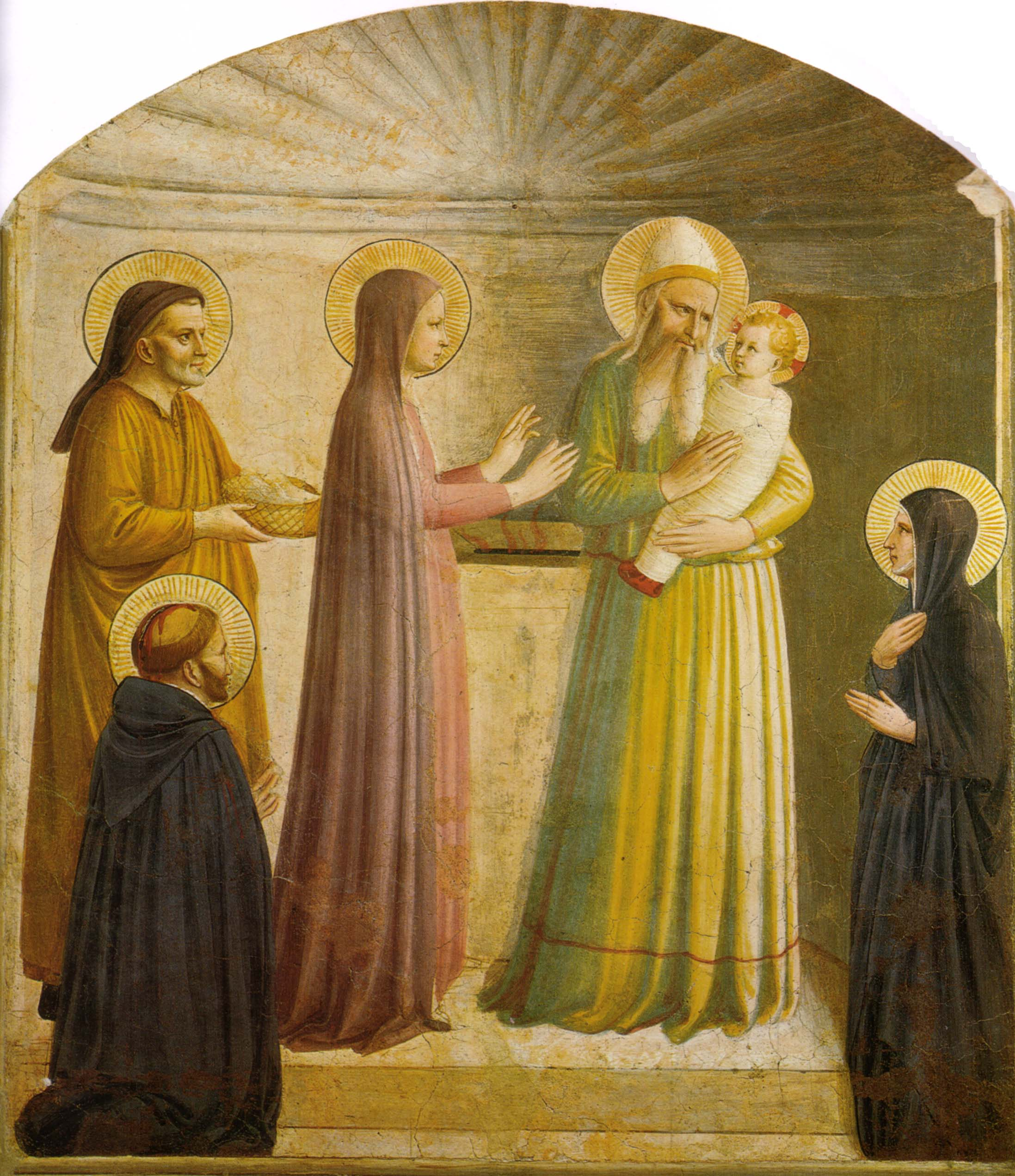
Fra Angelico (cirka 1440), Museo Nazionale di San Marco i Florens.
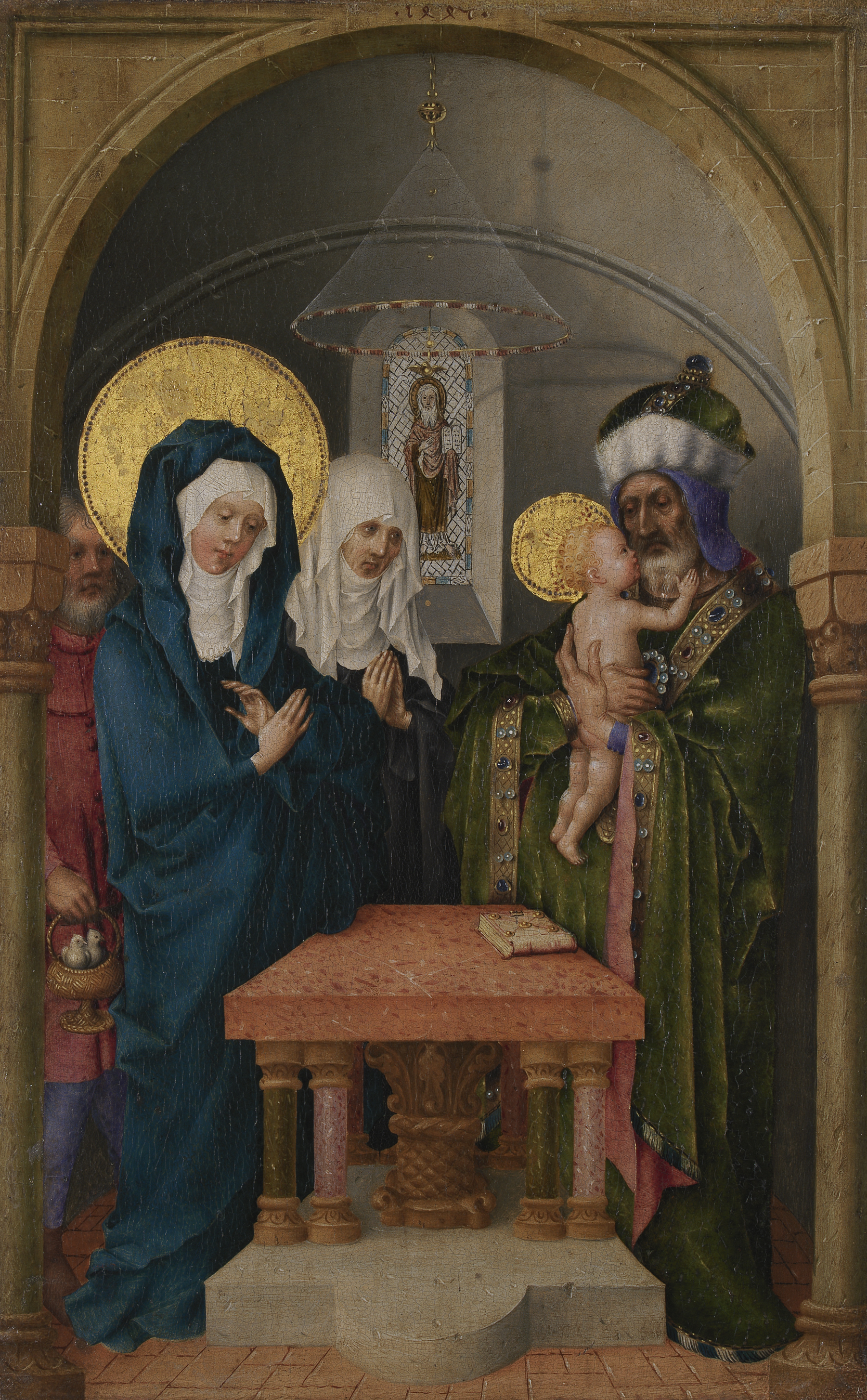
Stefan Lochner (cirka 1447), Gulbenkianmuseet.
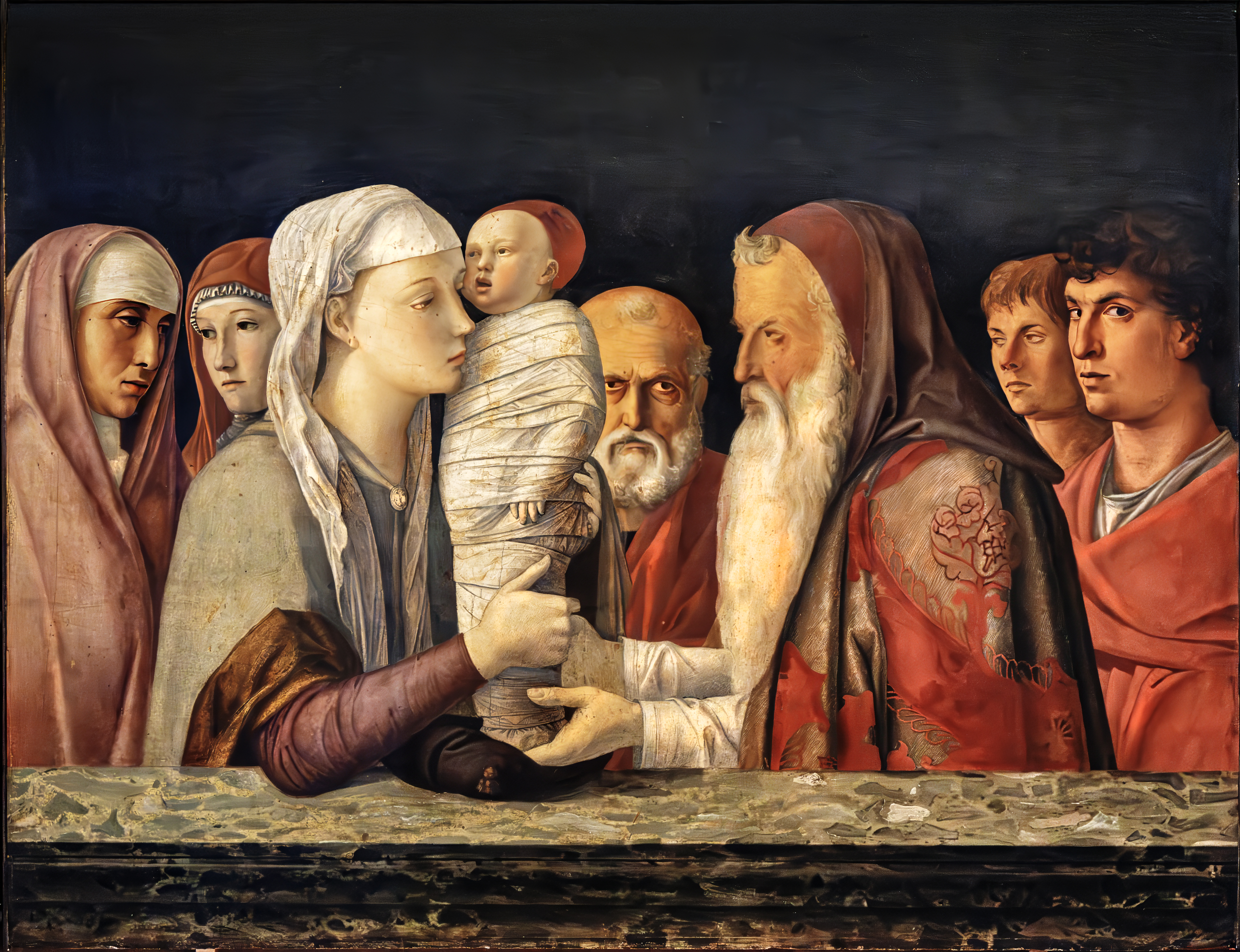
Giovanni Bellini, Jesu frambärande i templet (cirka 1460), Fondazione Querini Stampalia i Venedig.
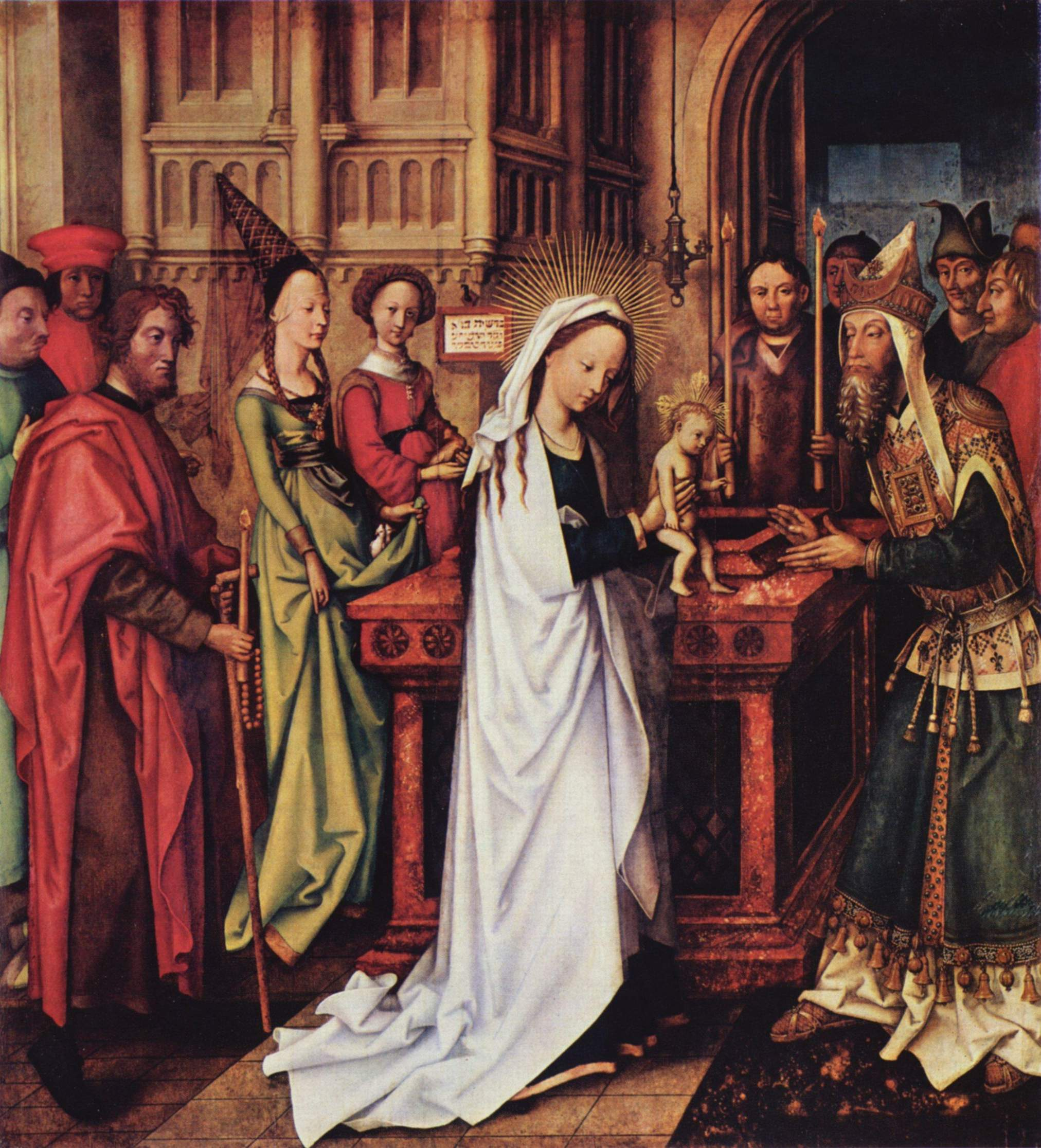
Hans Holbein den äldre (1500–1501), Hamburger Kunsthalle.
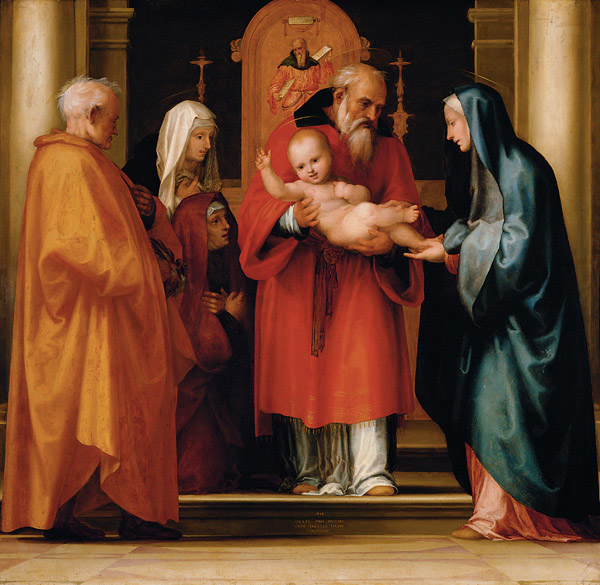
Fra Bartolomeo (1516), Kunsthistorisches Museum.
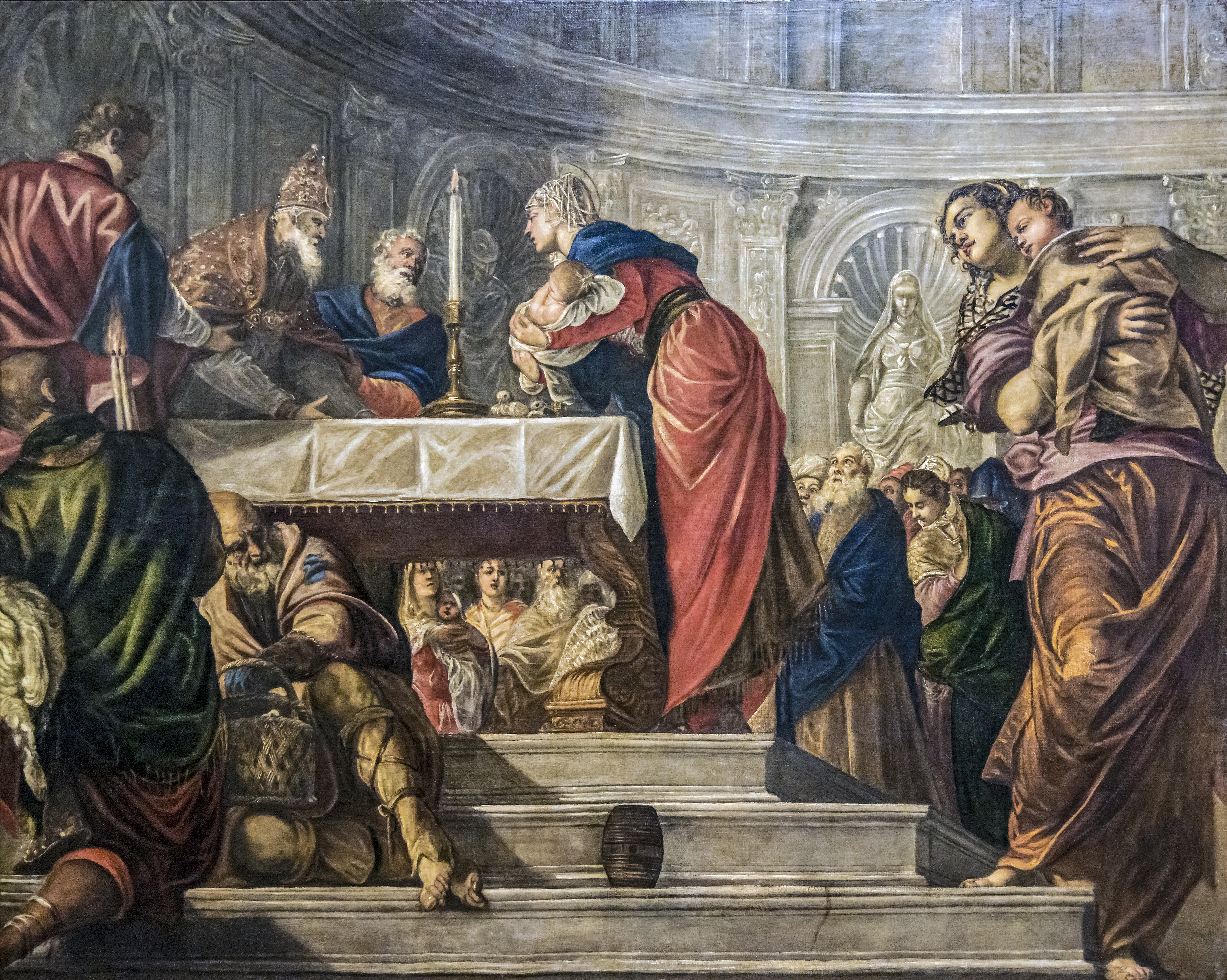
Tintoretto (1550–1555), Gallerie dell'Accademia.
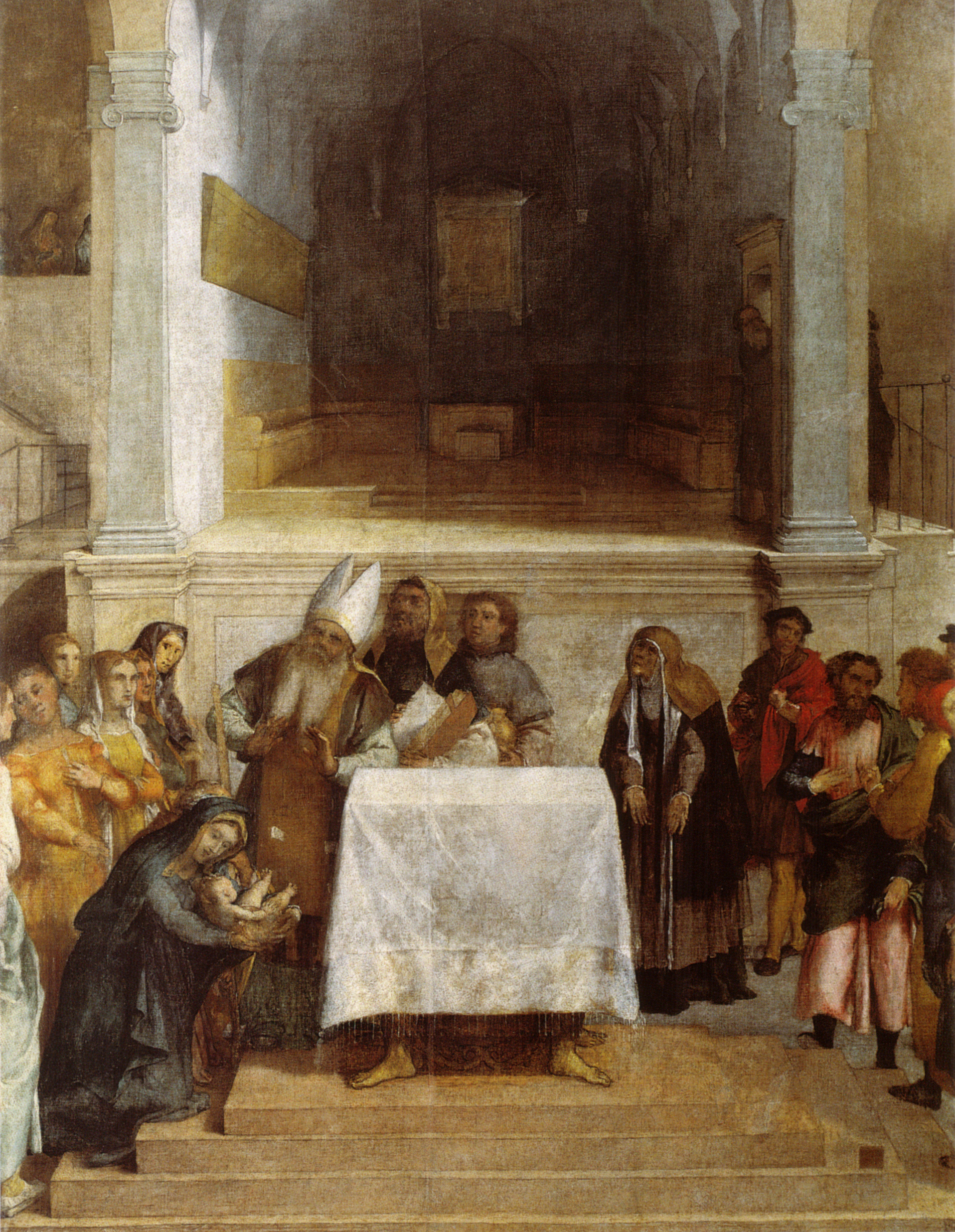
Lorenzo Lotto (1554-1555), Museo pontificio della Santa Casa i Loreto.
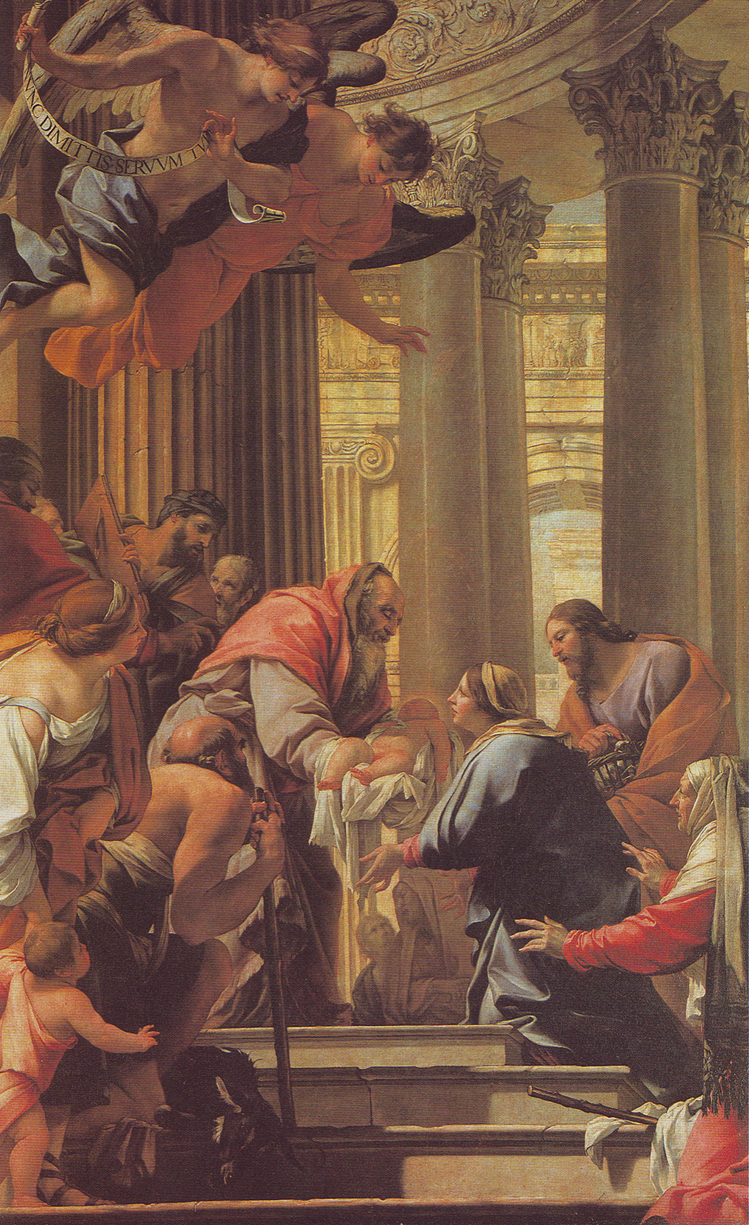
Simon Vouet (1640–1641), Louvren.
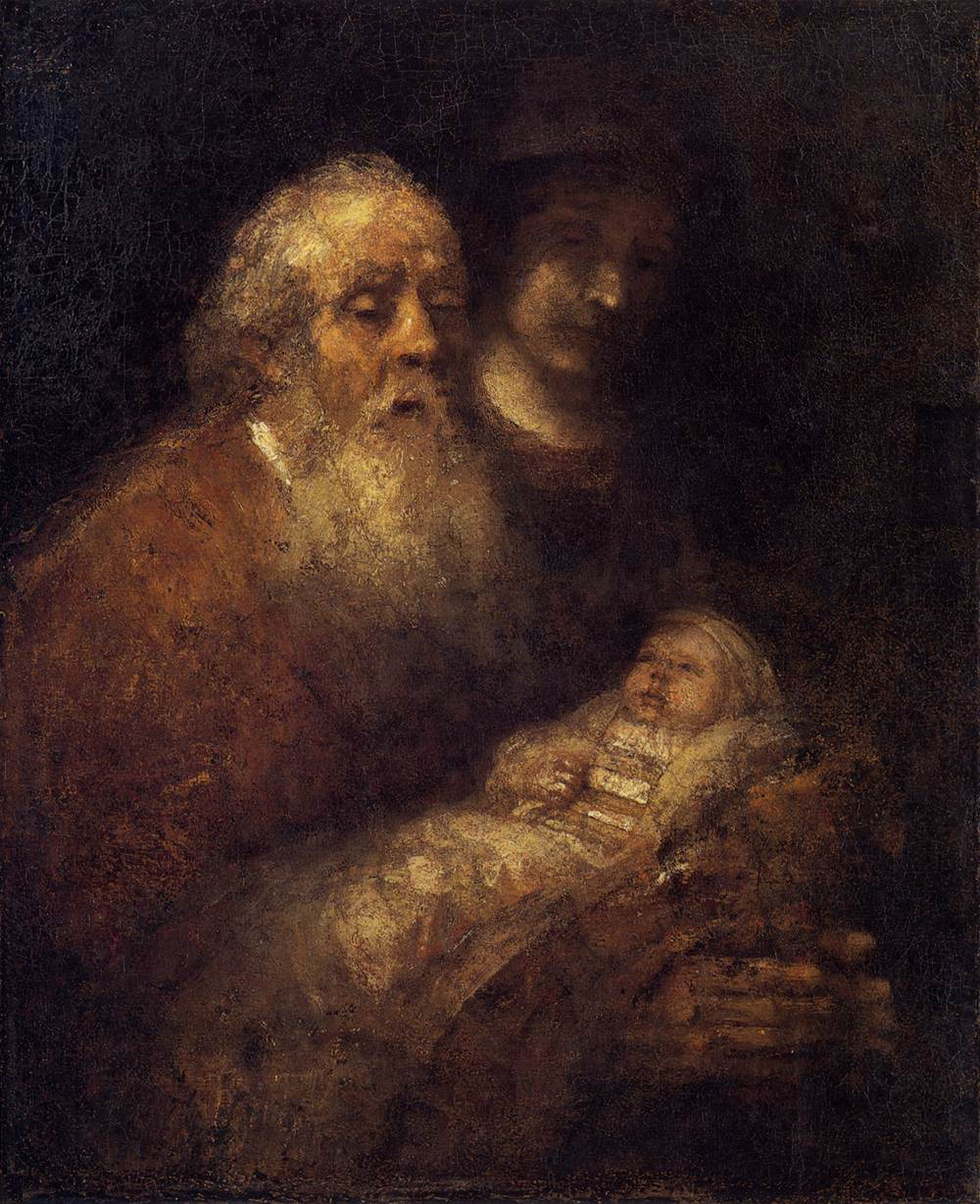
Rembrandts Simeon i templet (cirka 1669), Nationalmuseum.
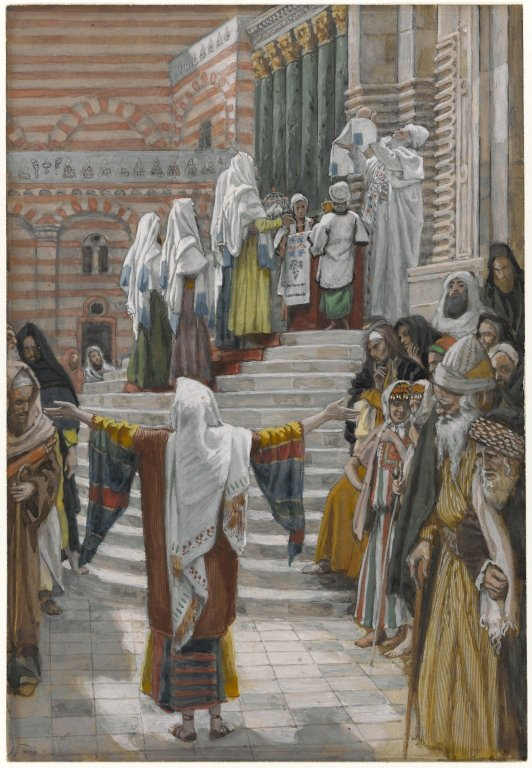
James Tissot (1886–1894), Brooklyn Museum.